# Through the Glass
Pour plus de détails, voir Fiche technique et Distribution.
Through the Glass est un film américano-nigérian réalisé par Stephanie Okereke Linus, sorti en 2008.

## Fiche technique
- Titre : Through the Glass
- Réalisation : Stephanie Okereke Linus
- Scénario : Stephanie Okereke Linus
- Pays d'origine : Nigéria - États-Unis
- Format : Couleurs - 1,85:1 - Stéréo
- Genre : comédie
- Date de sortie : 2008

## Distribution
- Garrett McKechnie : Jeffery
- Stephanie Okereke Linus : Ada
- Pascal Atuma : Lawyer Robert
- Christy Williams : Nicole